# Jerome Flynn
Jerome Patrick Flynn (Bromley, 16 maart 1963) is een Brits acteur en zanger.

## Biografie
Flynn werd geboren in Bromley, een wijk in Londen, als zoon van acteur en zanger Eric Flynn en dramalerares Fern Flynn. Hij heeft een broer en een zuster, en nog een halfbroer en -zuster uit zijn vaders tweede huwelijk. Zijn broer Daniel Flynn is ook een acteur, zijn halfbroer Johnny Flynn een muzikant en acteur.

## Carrière
Flynn vertolkte korporaal Paddy Garvey in de serie Soldier Soldier uit 1990. Hij acteerde naast Robson Green, met wie hij daarna een liedje opnam onder leiding van producer Simon Cowell. De single werd uitgebracht onder de naam Robson & Jerome en bereikte nummer 1 in 1995, waarna het zeven weken de lijst aanvoerde.
Soldier Soldier eindigde in 1997. Flynn vertolkte nadien Eddie Wallis in de komische dramaserie Ain't Misbehavin', opnieuw naast Green.
Hij speelde Bobby Charlton in Best, een film uit 1999. Ook speelde hij Tommy Cooper in Jus' Like That: een eerbetoon aan de komiek, dat geregisseerd werd door Simon Callow.
In juli 2010 werd aangekondigd dat Flynn de rol van Bronn ging vertolken in de fantasy-televisieserie Game of Thrones.
Sinds 2012 speelt hij de rol van Detective Bennet Drake in de misdaadserie Ripper Street.
In 2016 speelde Flynn de rol van Hector in aflevering "Shut Up and Dance" in de Netflix televisieserie Black Mirror.
In 2019 speelde Flynn de rol van Berrada in de film John Wick: Chapter 3 – Parabellum.